# Фрайщат
Вижте пояснителната страница за други значения на Фрайщат.
Фрайщат (на немски: Freistadt) е град в Северна Австрия. Разположен е в окръг Фрайщат, на който е главен административен център, провинция Горна Австрия. Надморска височина 560 m. Първите сведения за града датират от 1220 г. Има жп гара. Отстои на 40 km северно от Линц и на 16 km южно от границата с Чехия. Обект на туризъм, известен със своята бира. Население 7418 жители към 1 април 2009 г.

## Побратимени градове
- Каплице, Чехия